# Dorfkirche Graitschen

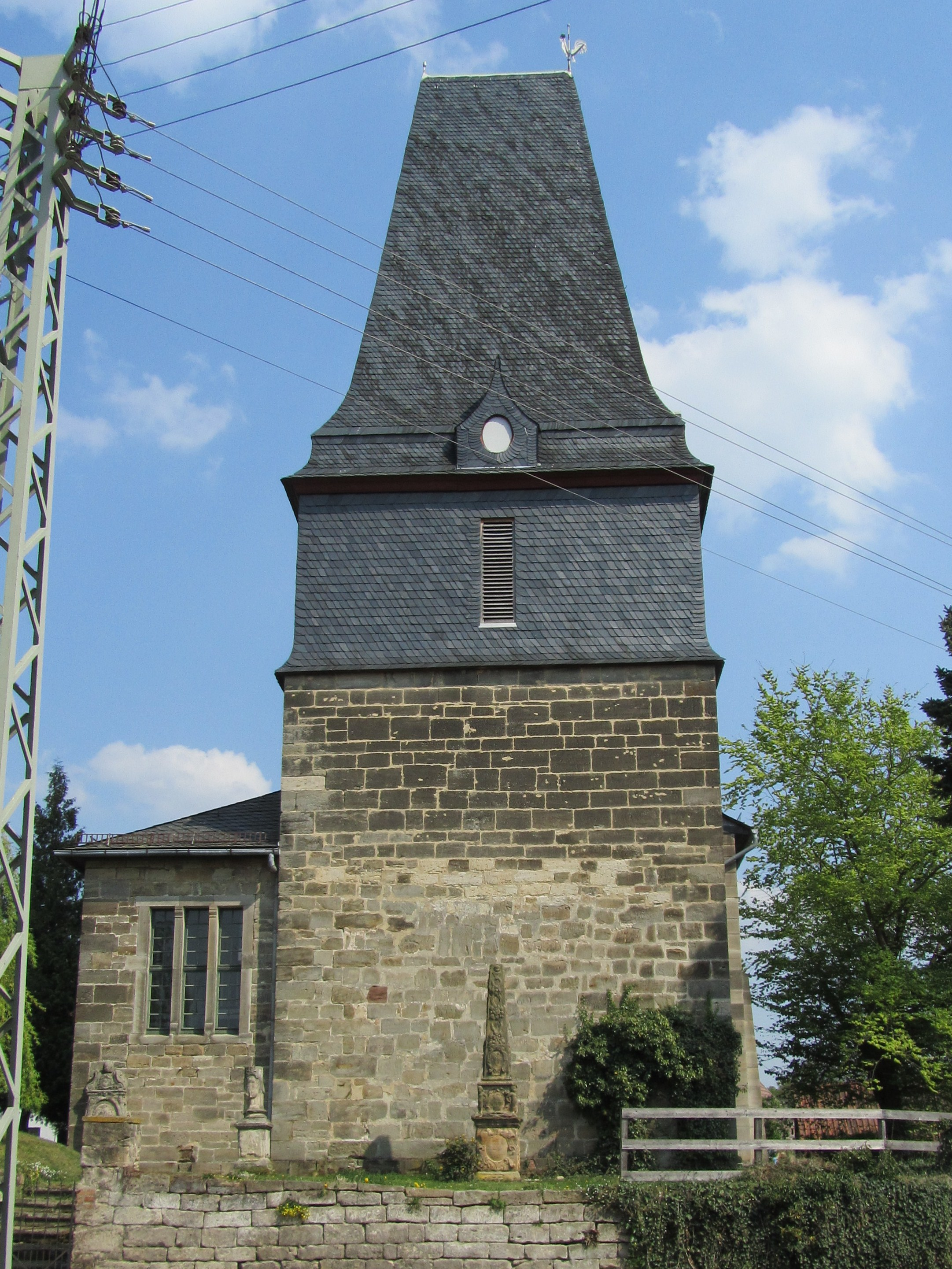
Die Kirche

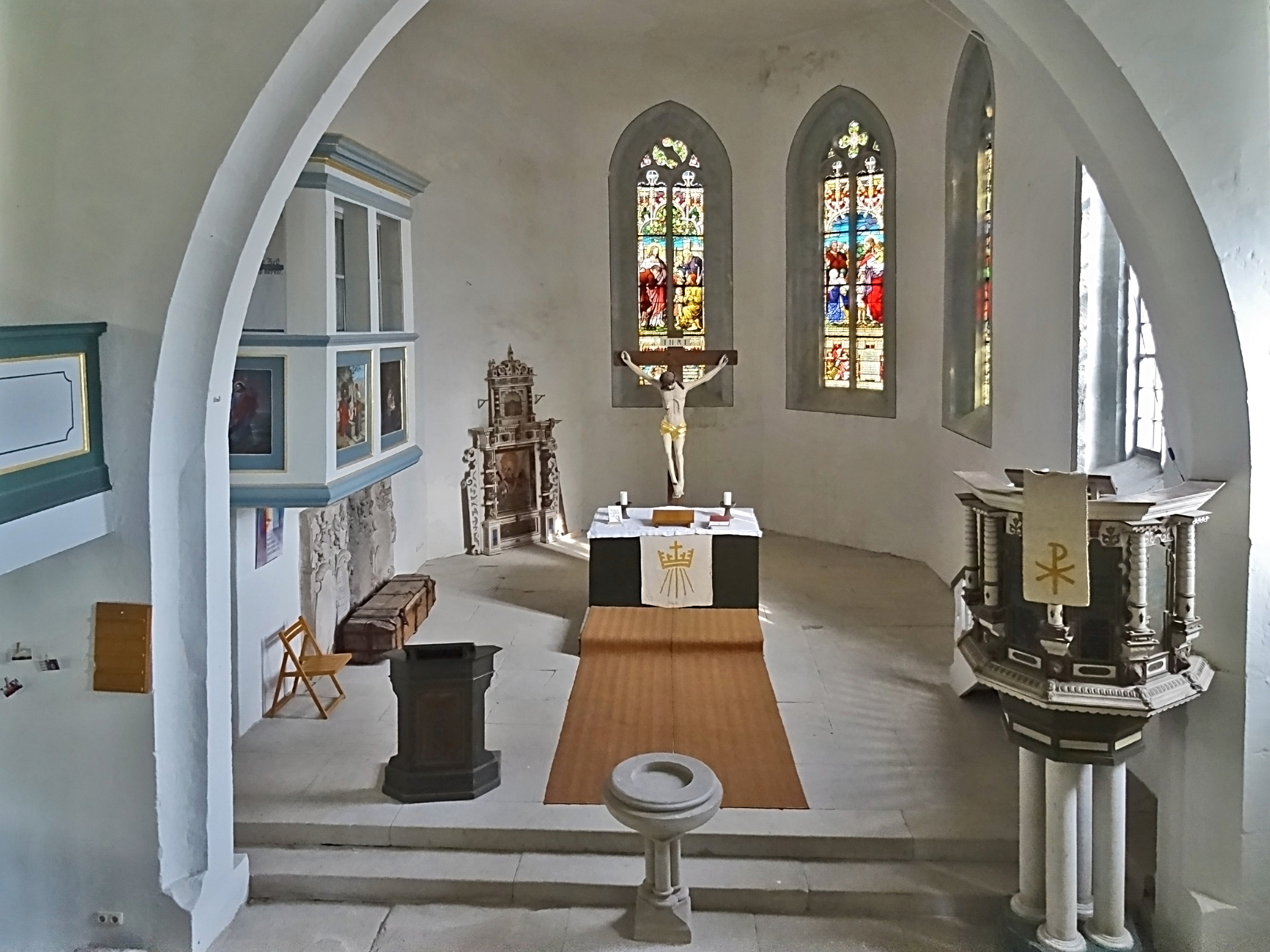
Innenansicht

Die Dorfkirche Graitschen  steht in der Gemeinde Graitschen bei Bürgel im Saale-Holzland-Kreis in Thüringen. Sie gehört zum Pfarrbereich Bürgel im Kirchenkreis Eisenberg der Evangelischen Kirche in Mitteldeutschland.

## Lage
Die Kirche liegt zentral im Ort des Gleisetals, in dem einmal die Handelsstraße von Frankfurt am Main über Erfurt zur Gleisefurt bei Bürgel nach Leipzig und Altenburg führte. Die Kirche mit ihrer Turmkonstruktion ist  im Saale-Holzland-Kreis einmalig.

## Geschichte
Die Kirche zu Graitschen ist eine große Saalkirche mit Chor und Westturm. Ende des 15./Anfang des 16. Jahrhunderts wurde bereits ein Neubau begonnen. Dieser Neubau wurde mit der Fertigstellung des Chors eingestellt und mit dem Vorgängerschiff vereint. 1911 wurde dieses Schiff abgetragen und mit dem alten Material in sachlicher Form wieder aufgebaut.

## Innenschiff und Besonderheiten
Zur schlichten Innenausstattung zählen dreiseitige Emporen, eine vorkragende Patronatsloge an der Chornordseite sowie die Kanzel aus dem Jahre 1663 an der Südseite des Triumphbogens. Der Taufstein stammt aus dem 16. Jahrhundert. Eine um 1100 gegossene kleine Glocke steht seit 1888 im Germanischen Nationalmuseum in Nürnberg.

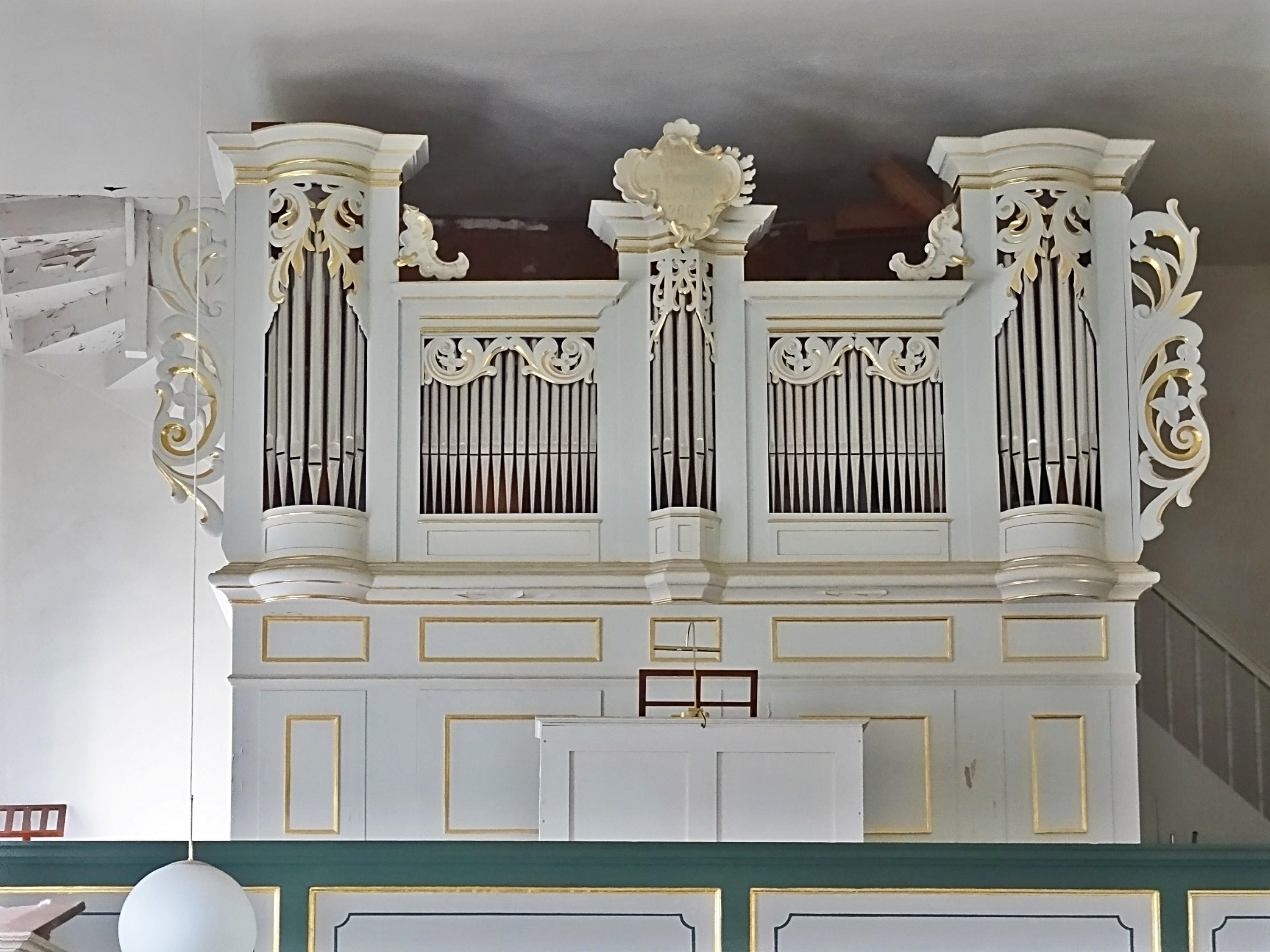
Müller-Orgel

Die Orgel mit 15 Registern, verteilt auf 2 Manuale und Pedal, wurde 1911 von August Müller gebaut.
Ein Steinrelief an der Südseite des Kirchturms weist auf kultische Funktion des Alten Gleisbergs hin.
Auf dem Friedhof stehen einige Epitaphien und Grabmäler.